# Торричелли (подводная лодка, 1939)
«Торричелли» (итал. Torricelli) — итальянская подводная лодка типа «Брин» времён Второй мировой войны. Названа в честь Эванджелиста Торричелли. Прославилась в результате боя 23 июня 1940 года близ острова Перим в Красном море, когда была вынуждена в надводном положении отражать атаку четырёх британских военных кораблей: трёх эсминцев и одного шлюпа. В результате боя подлодка нанесла серьёзные повреждения эсминцу (через несколько часов тот затонул) и шлюпу, и сама, получив несколько попаданий, была затоплена экипажем.

## История создания
Корабль был заложен 23 декабря 1937 года в Таранто.

## История службы
7 мая 1939 года подводная лодка была введена в состав Королевских ВМС Италии (итал. Regia Marina). К моменту вступления Италии во Вторую мировую войну «Торричелли» входила в состав ВМС в Итальянской Восточной Африке, приписанная к 82-му дивизиону подводных лодок, базировавшемся в Массауа.
Оперирующие в Красном море итальянские подлодки были совершенно не подготовлены к боевой эксплуатации в условиях тропиков.
15 июня 1940 года «Торричелли» приступила к боевому патрулированию в южной части Красного моря и Аденском заливе с целью нарушения судоходства. В районе Джибути из-за неисправности воздушной системы подводная лодка потеряла возможность к погружению и в надводном положении попыталась вернуться на базу.

### Бой у острова Перим
Ранним утром 23 июня 1940 года в районе острова Перим «Торричелли» столкнулась с британским конвоем. Транспортные суда сопровождали два военных шлюпа: «Шорхэм» и «Индус», индийских ВМС. Используя преимущество в скорости, итальянская подлодка попыталась избежать боя. «Шорхэм», оставив конвой, начал преследование и запросил по радио подкрепления. Вскоре прибыли эскадренные миноносцы «Кандагар», «Хартум» и «Кингстон», осуществляющие противолодочный поиск в Баб-эль-Мандебском проливе. Единственному итальянскому орудию теперь противостояли 18 120-мм и 4 102-мм орудия.
«Вы отважно сражались в Перимском проливе. Я никак не могу назвать этот бой британской победой. Даже не считая наших потерь и повреждений, наши корабли расстреляли 700 снарядов и 500 пулемётных патронов, но так и не смогли потопить ваш корабль». (Британский контр-адмирал Маррей — командиру «Торричелли» капитан-лейтенанту С. Пелози).
В 05.30 субмарина первой открыла огонь, уже вторым залпом поразив машинное отделение «Шорхэма», в результате чего тот вышел из боя. Затем итальянцы перенесли огонь на «Хартум», в то время как стрельба английских кораблей была неудовлетворительна: огонь вёлся несогласованно и сбивал пристрелку друг другу. Один из снарядов «Торричелли» повредил торпедный аппарат «Хартума», который через несколько часов сдетонировал, вызвав большой пожар и взрыв, после чего корабль затонул.
В 06.05, после нескольких попаданий, когда на подлодке была разбита рубка и выведено из строя рулевое управление, командир «Торричелли» отдал приказ затопить свой корабль. Экипаж был спасен эсминцами «Кандагар» и «Кингстон».

## Командир
На протяжении срока службы «Торричелли» её командиром был капитан-лейтенант Сальваторе Пелози. За доблесть в бою у острова Перим был награждён высшей военной наградой Италии — Золотой медалью «За воинскую доблесть» (итал.  Medaglia d'oro al valor militare).